# Paramonga

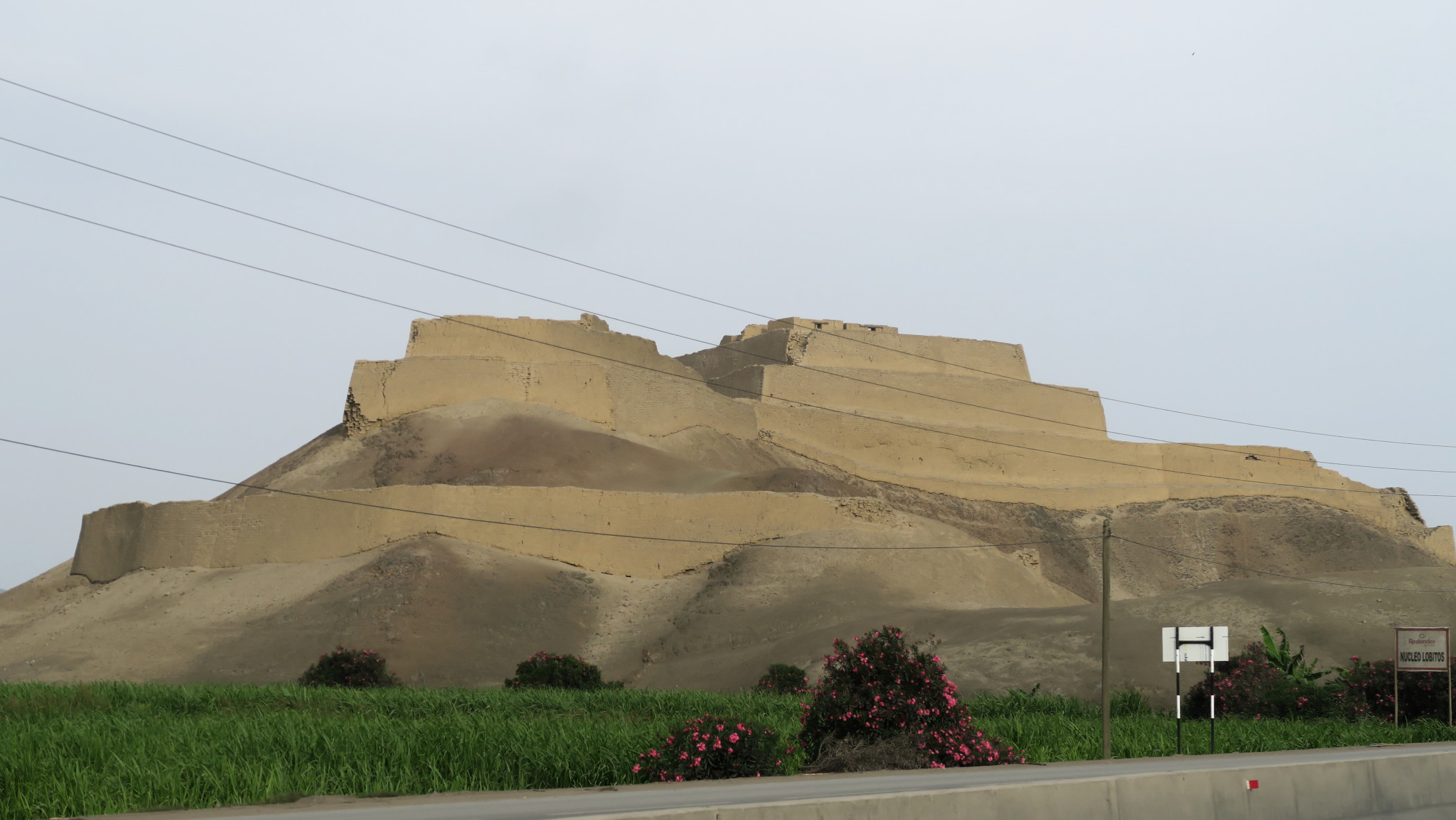
Fortaleza de Paramonga vista desde la carretera Panamericana

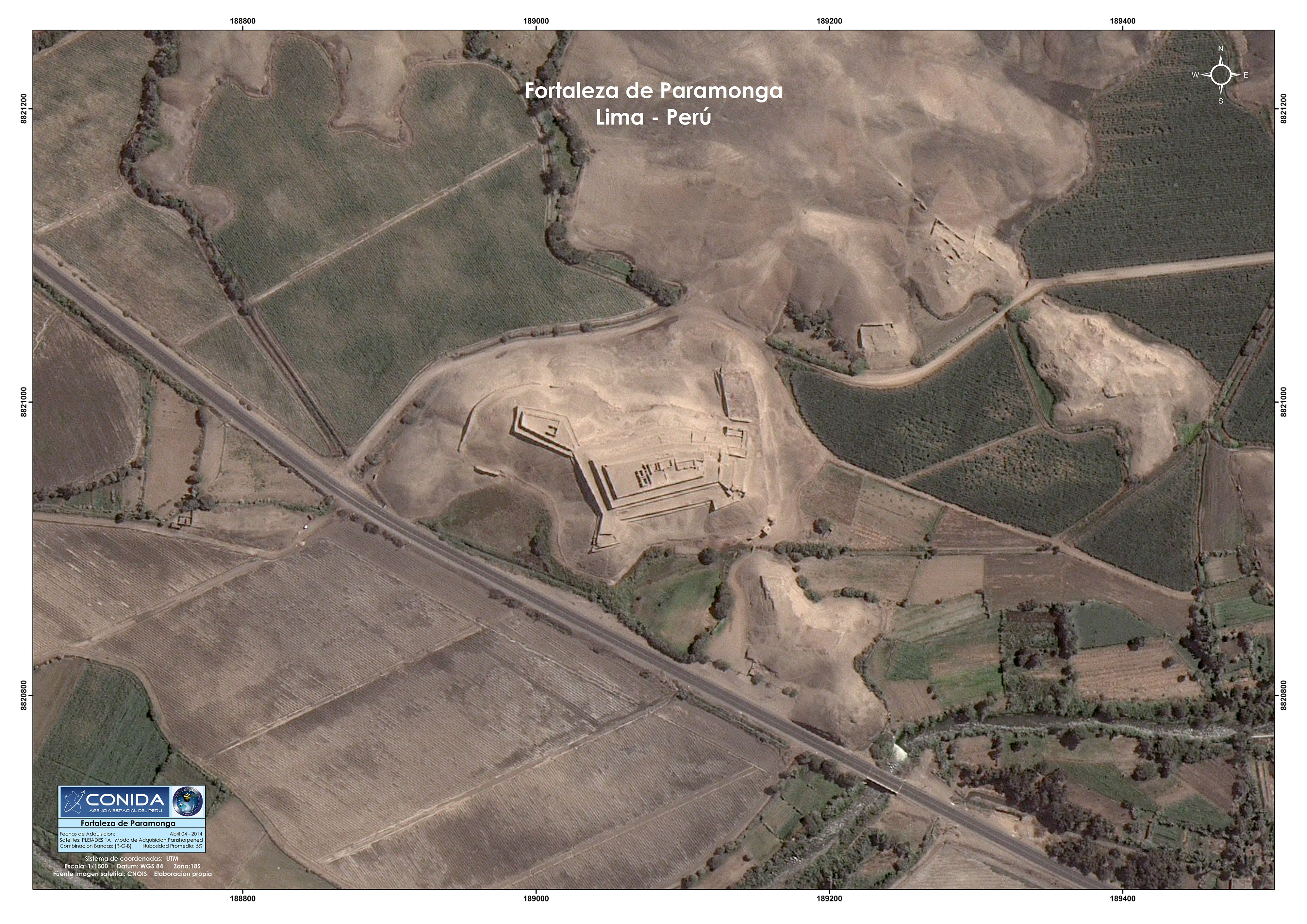
Imagen aérea de la fortaleza de Paramonga, tomada desde el satélite PeruSat-1.

Paramonga, a veces denominado Fortaleza de Paramonga, es el nombre de un complejo arqueológico situado al norte del departamento de Lima, en Perú. Destaca por su edificación principal (la llamada "fortaleza") que se caracteriza por ser una imponente pirámide escalonada, hecha de adobe, que los cronistas lo compararon con un castillo medieval europeo, la cual pudo haber tenido una función astronómica, administrativa, comercial o militar. Fue construida por la cultura chimú (siglo XIV), siendo ocupada posteriormente por los incas desde 1440-1532 tras la derrota de los chimúes en la guerra liderada por Inca Yupanqui en su conquista hacia el norte, estos modificaron sus estructuras como símbolo de su victoria.
También conocida por haber servido como cuarto para Atahualpa y los españoles en su recorrido hacia Cajarmarca  En el 2006, el Instituto Nacional de Cultura del Perú, por Resolución Directoral Nacional N.º 083, lo declaró Patrimonio Cultural de la Nación.

## Ubicación
Se halla ubicado en el distrito de Paramonga, provincia de Barranca, departamento de Lima, en el valle del río Fortaleza y cerca al Océano Pacífico, a 190 km al norte de la ciudad de Lima, y sólo a 3 km al norte de Pativilca. Está asociada a otras 8 construcciones secundarias, mucho menos conservadas.
El complejo abarca además el cercano sitio arqueológico de Cerro La Horca, macizo natural en cuya cima se alzan estructuras de adobe con cimientos de piedra y a su pie numerosas huacas de posible origen moche; también se hallan los restos de una muralla divisoria y un área usada como cementerio.

## Cronología
- Período Intermedio Tardío (1100-1470 d. C.). Cultura chimú.
- Período Horizonte Tardío (1440-1532 d. C.). Ocupación inca.

## Historia

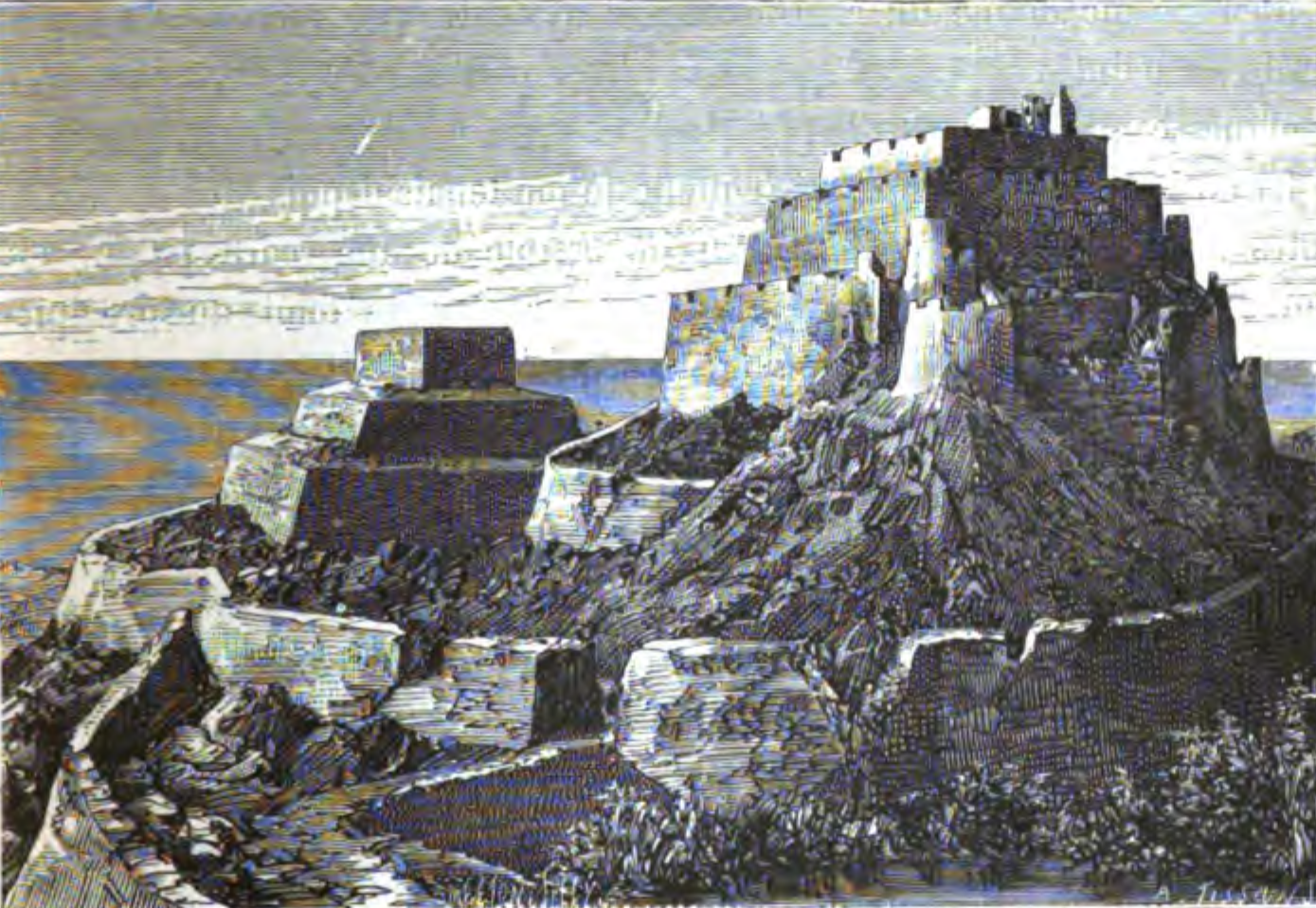
Ilustración de la Fortaleza de Paramonga en el libro de Charles Wiener de 1880 Pérou et Bolivie. Récit de voyage.

Todo indica que los primeros constructores de esta “fortaleza” fueron los chimúes. Posiblemente fue un fuerte militar que marcaba el límite sur del reino del Gran Chimú, siendo su función contener las incursiones de los yungas del sur. Pero una versión transmitida por el Inca Garcilaso de la Vega afirma que el Inca Pachacútec la mandó erigir como celebración de su victoria sobre las fuerzas del Gran Chimú, ocurrida en sus cercanías, hacia el año 1470. Lo más probable, es, sin embargo, que los incas solo se limitaran a ampliarla, dejando su impronta en la construcción que ya para entonces sería antigua. Características arquitectónicas incas son, por ejemplo, la portada de doble jamba y la pintura de las paredes con los típicos rojos y ocres de la época imperial.

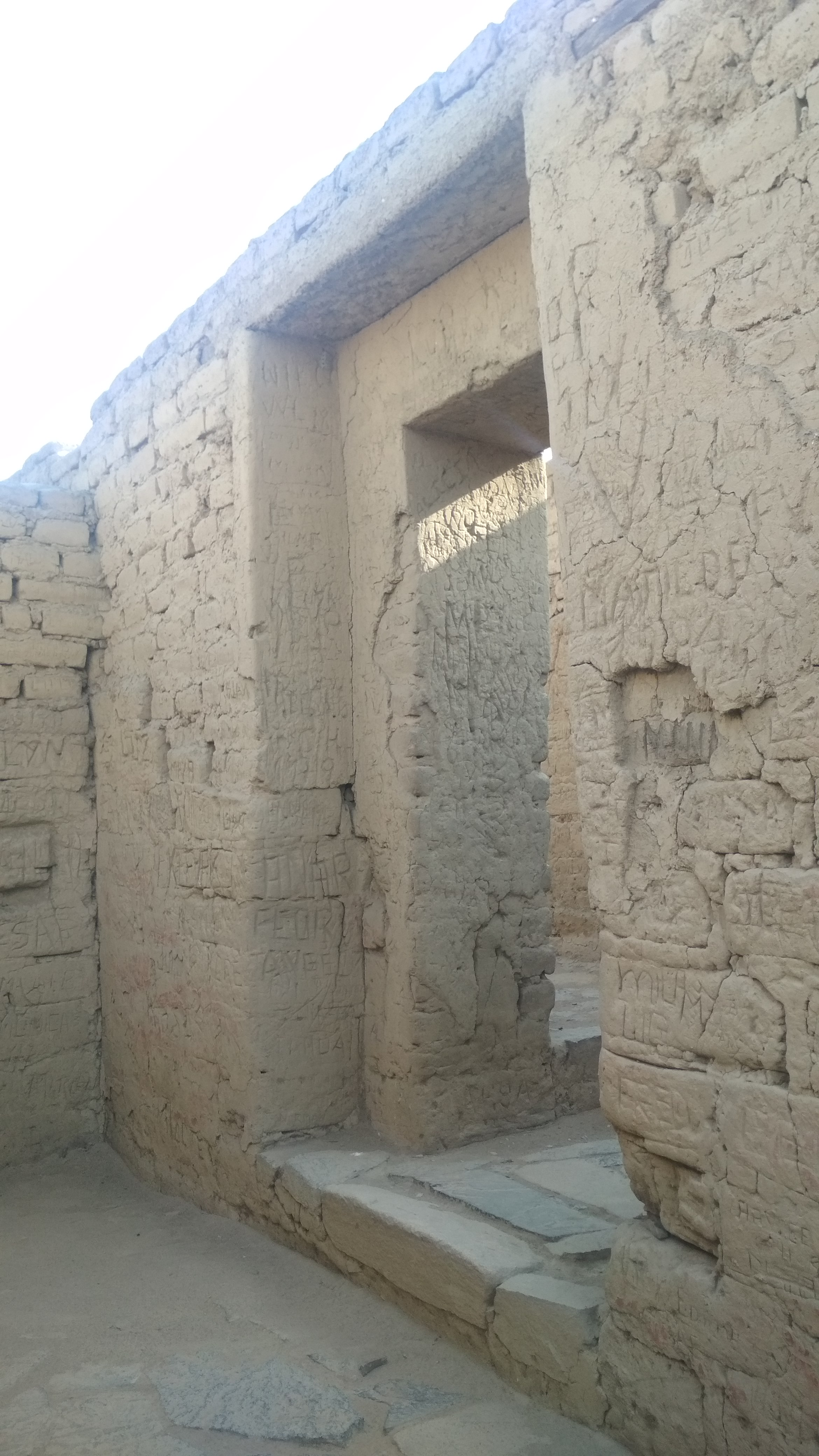
Las portadas trapezoidales de doble jamba halladas en Paramonga, así como la presencia de los colores amarillo y rojo en la pintura, son una señal inequívoca de la presencia incaica en el sitio.

Los primeros europeos que la vieron fueron los expedicionarios españoles que al mando de Hernando Pizarro se dirigían de Cajamarca a Pachacámac, poco después de la captura del inca Atahualpa. Debió causarles una gran impresión la construcción, que desde lejos tenía el aspecto de un castillo medieval, tal como lo deja entrever el relato del cronista-soldado Miguel de Estete (1533):

Y otro día fue a dormir a un pueblo grande que se dice Parmunka, que está junto a la mar, tiene una casa fuerte, con cinco cercas o adarves ciegos, y pintada de muchas labores por de dentro y por de fuera, con sus portadas muy bien labradas, con dos tigres a la puerta principal.
Miguel de Estete, Una relación del viaje que hizo el señor capitán Hernando Pizarro por mandado del señor Gobernador, su hermano, desde el pueblo de Caxamalca a Pachacamac y de allí a Jauja.

Otro español, el cronista Pedro Cieza de León, la visitó en 1553, encontrándola ya arruinada:

Una cosa hay que ver en este valle, que es una galana y bien trazada fortaleza al uso de los que la edificaron; y cierto es cosa de notar ver por dónde llevaban el agua por acequias para regar lo más alto de ella. Las moradas y aposentos eran muy galanos, y tienen por las paredes pintados muchos animales fieros y pájaros, cercada toda de fuertes paredes y bien obrada; ya está todo ruinada, y por muchas partes minada, por buscar oro y plata de enterramientos. En este tiempo no sirve esta fortaleza de más de ser testigo de lo que fue.
Pedro Cieza de León, La Crónica del Perú, capítulo LXX.

En época contemporánea, Louis Langlois fue quien hizo la más detallada descripción del sitio (1934). En 1961 se inició un proyecto de reconstrucción, que no se concluyó.

## Descripción

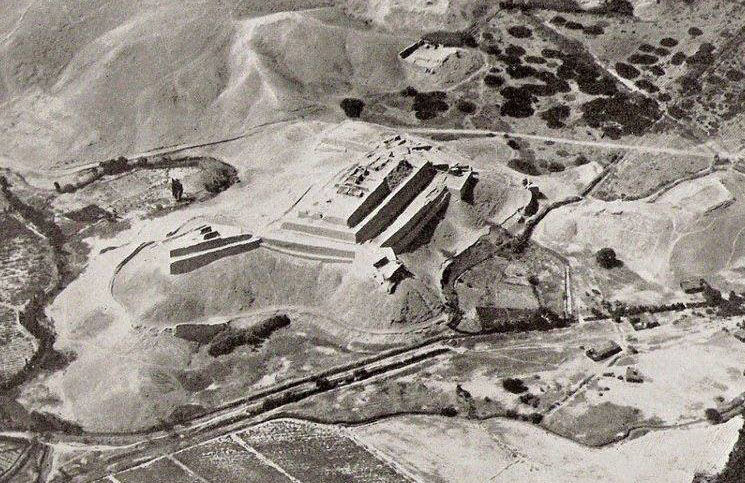
Fotografía aérea de la fortaleza de Paramonga, hacia 1930.

Su edificación principal, una pirámide escalonada conocida popularmente como la “Fortaleza”, está vinculada a otros edificios similares (8 en total), mediante una extensa muralla de unos 60 km de longitud. 
La pirámide está constituida por muros adosados a las paredes de un montículo rocoso natural, los cuales sostienen cuatro plataformas superpuestas. En la parte superior es donde se concentra la mayor parte de las edificaciones. Su altura máxima es de 30 m. La zona de la entrada, en su esquina sur, está formada por un conjunto de vanos, pasadizos y rampas. 
Está hecha con adobes de diverso tipo; los muros así elevados siguen las irregularidades del terreno.
Tiene además contrafuertes en cuatro de sus esquinas, los que han sido calificados de “bastiones”. Vista desde el aire, la fortaleza se asemeja a una llama de forma estilizada, siendo el “bastión norte” la cabeza del animal; el “bastión sur” la cola; y los dos “bastiones” del oeste las extremidades inferiores. Aunque cabe señalar que ninguna fuente tradicional alude a dicha semejanza y se trata solo de una moderna equiparación hecha por los especialistas (otro ejemplo de una arquitectura iconográfica en el mundo prehispánico sería el Cuzco, cuyo plano sugiere la forma de un cóndor). Las investigaciones han determinado que el monumento estuvo pintado de color ocre; las crónicas también refieren que se hallaba decorado con murales con representaciones de aves y fieras.

## Función

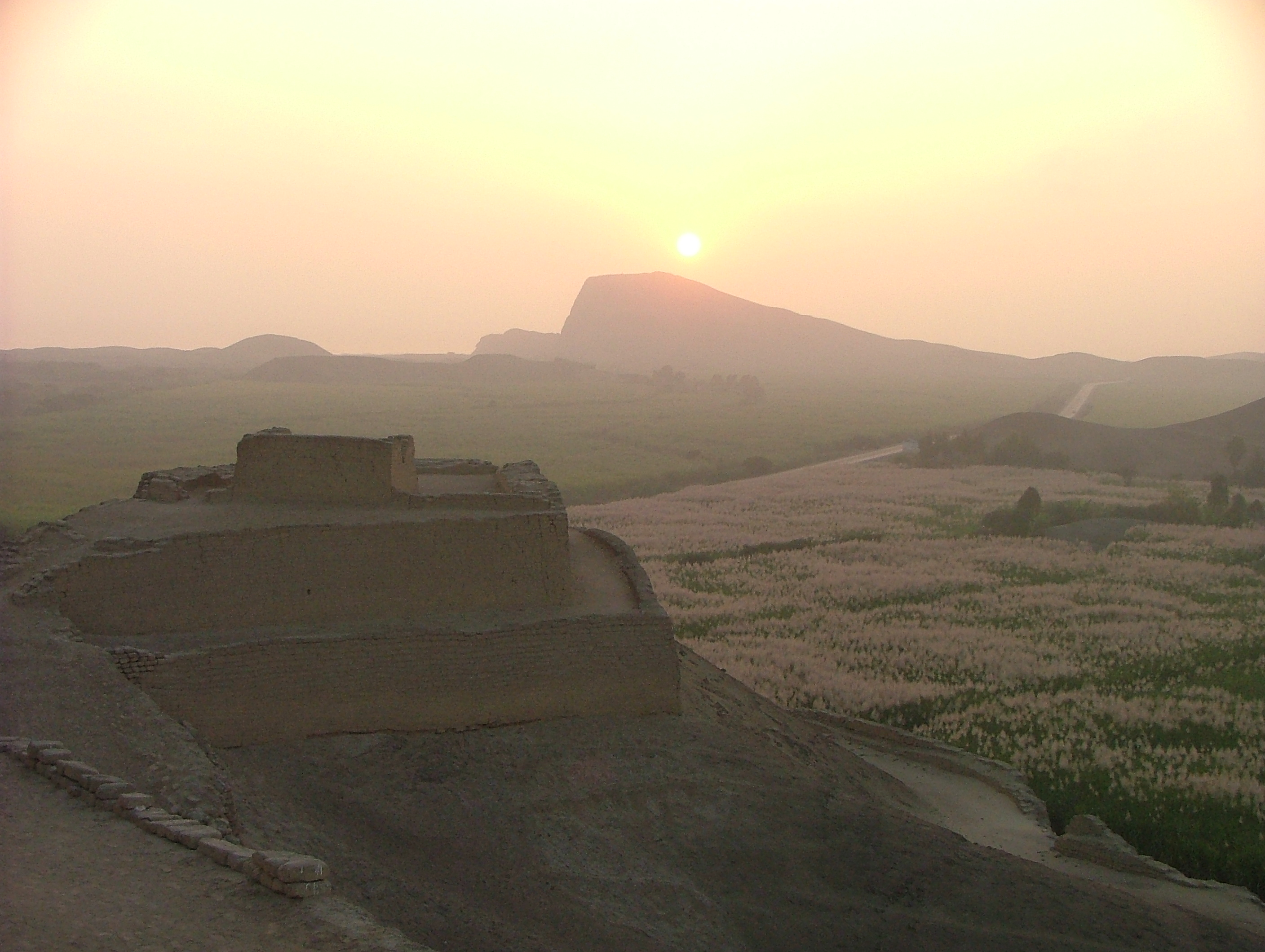
Una vista de la fortaleza de Paramonga.

Existen todavía divergencias en cuanto a su función. Unos sostienen que fue una fortaleza  militar; otros creen que se trata de un templo o santuario. Su carácter de fortaleza defensiva se sustenta en la información etnohistórica y en la tradición, así como en su mismo aspecto: muros que la circundan, la entrada protegida, los bastiones y las construcciones anexas. De esta opinión era el arqueólogo francés Louis M. Langlois.
Julio C. Tello y Alfred Kroeber sostuvieron que podría más bien tratarse de un templo, al constatar ciertas analogías con el Templo del Sol de Pachacámac. Federico Kauffmann Doig ha notado también que visto desde el espacio aéreo el monumento simula la figura de una llama mítica, con el pescuezo estirado en dirección al mar, como si clamara por agua a la divinidad marina o Mamacocha. Estaría por ende, vinculada al culto al agua, de tanta importancia para las civilizaciones agrícolas del Antiguo Perú.